# انکرتی‌ویل-سانت-ویکتور
انکرتی‌ویل-سانت-ویکتور (به فرانسوی: Ancretiéville-Saint-Victor) یک کامین در فرانسه است که در Canton of Yerville واقع شده‌است.

## خصوصیات
انکرتی‌ویل-سانت-ویکتور ۱۱٫۵۴ کیلومترمربع مساحت و ۳۳۸ نفر جمعیت دارد و ۱۷۰ متر بالاتر از سطح دریا واقع شده‌است.